# Magnesium
Magnesium (opkaldt efter distriktet Magnesia i Grækenland), tidligere også kaldet magnium, er det 12. grundstof i det periodiske system, og har det kemiske symbol Mg. Under normale temperatur- og trykforhold optræder det som et sølvblankt, let og stærkt metal.

## Kemiske egenskaber
Magnesium bliver en smule "anløbet" (iltes) ved kontakt med atmosfærisk luft, men modsat andre jordalkalimetaller er det ikke nødvendigt at opbevare magnesium i ilt-frie omgivelser, fordi det magnesiumoxid, der skabes ved iltningen, danner et tyndt, men slidstærkt, beskyttende "lag", der forhindrer ilten i at nå længere ind i metallet.
Magnesium er brandfarligt; men selv om det er let at antænde flydende eller pulveriseret magnesium, er mere massive magnesiumstykker svære at få ild i. En brand i magnesium er temmelig svær at slukke, fordi metallet kan brænde i ikke blot ilt, men også i kvælstof og i kultveilte. Magnesium brænder med en skarp, stærkt lysende hvid flamme; derfor benyttes det blandt andet i fyrværkeri. I fotografiets barndom brugte man pulveriseret magnesium blandet med kaliumpermanganat som "blitz". Brandfaren afstedkom tragedier, som festen i et fotoatelier i Hegdehaugsveien i Oslo i 1938, hvor alle de 29 gæster omkom. Fotograferen ved blitzlys havde antændt dekorationerne, og en helt eksplosionsartet brand udviklede sig.
Magnesium reagerer med vand; putter man et stykke magnesium i vand, dannes det svagt basiske magnesiumhydroxid samt brint (H), som ganske langsomt danner et lag af bittesmå bobler omkring magnesiumstykket. Denne proces forløber markant hurtigere i varmt end i koldt vand.

## Tekniske anvendelser
Magnesium er det tredjemest anvendte metal til konstruktionsformål, efter stål og aluminium. Visse magnesiumforbindelser, specielt magnesiumoxid, bruges som ildfast materiale på indersiden af ovne og andet udstyr til meget høje temperaturer. I sin metalliske form bruges magnesium i legeringer sammen med aluminum, primært til dåser til øl og sodavand. Magnesium bruges også til at fjerne svovl fra jern og stål, og til at udvinde andre metaller fra deres salte.
Ligesom aluminium er magnesium let og stærkt, og bruges derfor blandt andet i biler: Folkevogn-fabrikkerne har brugt magnesium i deres motorer i mange år, og i en længere periode brugte Porsche en magnesiumlegering til deres motorblokke for at drage fordel af den lave massefylde. Der er fornyet interesse i brugen af magnesium i motorer, hvilket BMWs 325i- og 330i-modeller fra 2006 demonstrerer.
Den lave vægt gjorde også metallet attraktivt for flyvemaskine-konstruktører, men på grund af metallets lave modstandsdygtighed overfor korrosion dalede brugen af magnesium i flyindustrien gennem 1960'erne og 1970'erne. Nu er der igen chance for en "renæssance" for magnesium som byggemateriale indenfor rum- og luftfart.

## Historie
Joseph Black fra Skotland påviste eksistensen af grundstoffet magnesium i 1755, men først i 1808 lykkedes det Sir Humphry Davy at isolere "frit", metallisk magnesium ved elektrolyse. Antoine Bussy udviklede en anden metode til udvinding af magnesium ud fra magnesiumklorid og kalium i 1831.

## Forekomst og udvinding
På en liste over de mest udbredte grundstoffer i Jordens skorpe indtager magnesium ottendepladsen. Selv om magnesium findes i mere end 60 forskellige mineraler, er det kun dolomit, magnesit, brucit, carnallit, fedtsten og olivin der har betydning for den kommercielle udvinding af magnesium. Tidligere, frem til omkring 1995, var USA den største leverandør med 45% af verdensproduktionen af magnesium: Her udvinder man det frie metal ved elektrolyse af smeltet magnesiumklorid, der er udvundet fra blandt andet havvand. I 2005 har Kina overtaget den rolle, med 60% af verdensmarkedet: Kineserne udvinder magnesium ved reduktion af magnesiumoxid med silicium ved høje temperaturer.

## Isotoper af magnesium
Ud af 25 kendte isotoper af magnesium er der tre der er stabile; Mg-24, Mg-25 og Mg-26. Den sidste af disse isotoper spiller en rolle indenfor radiologisk datering af geologiske prøver, fordi den er et henfaldsprodukt af aluminum-26, som har en halveringstid på 717.000 år.

## Magnesium i biologien
Magnesium spiller en afgørende rolle for nukleinsyrernes kemi, så alle celler i enhver kendt levende organisme har brug for magnesium. I grønne planter indgår magnesium desuden i det klorofyl, der giver disse planter deres farve; af samme grund er grønne grøntsager en god kilde til magnesium i kosten. Andre gode kilder er fuldkornsprodukter, nødder, havregryn, kikærter, bønner, bulgur og hvedekerner.
Mange enzymers katalytiske funktion er afhængig af tilstedeværelsen af magnesiumioner, særlig dem der udnytter ATP, og dem der bruger andre nukleotider til at syntetisere DNA og RNA.
Mennesker har brug for mellem 0,3 og 0,4 gram magnesium per dag, afhængig af køn og legemsvægt. Mangelsygdommene blev først beskrevet i 1934, og omfatter kramper, hjerte- og kredsløbssygdomme, sukkersyge, højt blodtryk, angst og knogleskørhed.
Indtager man for meget magnesium gennem kosten, er det sværere for organismen at optage kalcium. Det mest almindelige symptom på for stort indtag af magnesium i kosten er diarré. Da nyrerne hos et voksent menneske effektivt udskiller et eventuelt overskud af magnesium, er forgiftningstilfælde med magnesium meget sjældne.